# Gasimur
Der Gasimur (russisch Газимур) ist ein 592 Kilometer langer linker Nebenfluss des Argun in Transbaikalien (Russland, Asien).

## Verlauf
Der Gasimur entspringt in etwa 1100 m Höhe an der Nordflanke des hier knapp 1300 m hohen Nertschagebirges (Lukowyje Kamni, 1297 m). Er fließt zunächst in zumeist nordöstlichen bis nördlichen Richtungen durch ein weites Tal. Ab dem Mittellauf trennt der Fluss das nordwestlich gelegene Borschtschowotschnygebirge vom südöstlichen Gasimurgebirge. Das Tal verengt sich zum Unterlauf immer mehr, und der Fluss nimmt Gebirgscharakter an. Er wendet sich in südöstliche Richtung, bevor er in 343 m Höhe in den Amur-Quellfluss Argun mündet, der hier die Grenze zwischen Russland und der Volksrepublik China bildet.
Der Gasimur hat keine bedeutenden Nebenflüsse. In seinem gesamten Verlauf durchfließt er die Region Transbaikalien.

## Hydrographie
Das Einzugsgebiet des Gasimur umfasst 12.100 km². In Mündungsnähe erreicht der Fluss eine Breite von über 60 Meter und ein bis zwei Meter Tiefe; die Fließgeschwindigkeit beträgt 1,0 m/s.
Niederschlagsabhängig führt der Gasimur in den Sommermonaten häufig starkes Hochwasser.

## Infrastruktur und Wirtschaft
Der Gasimur ist nicht schiffbar.
Im Bereich des Ober- und Mittellaufes des Gasimur gibt es eine Reihe von Orten, und es ist relativ gut mit teilweise befestigten Straßen erschlossen. Die größten Ortschaften sind die Rajonverwaltungszentren Alexandrowski Sawod und Gasimurski Sawod. Durch Alexandrowski Sawod führt die Regionalstraße R430 von Nertschinski Sawod über Borsja nach Solowjowsk an der Grenze zur Mongolei, durch Gasimurski Sawod die R429 von Sretensk nach Nertschinski Sawod.
Die unteren gut 250 Kilometer des Flussverlaufs sind praktisch unbesiedelt; hier beschränkt sich die Infrastruktur auf unbefestigte Fahrwege.
Norilsk Nickel plant gemeinsam mit den Russischen Eisenbahnen den Bau einer 375 Kilometer lange Eisenbahnstrecke, abzweigend von der südlicher verlaufenden Strecke nach Krasnokamensk bis in das Tal des mittleren Gasimur führen soll, um die dortigen Molybdän-, Antimon-, Kupfer-, Gold- und weitere Erzvorkommen zu erschließen. Die Projektierungsarbeiten sollen Ende 2009 abgeschlossen sein.